# R-TYPE LEO
『R-TYPE LEO』（アールタイプ レオ）は、1992年12月にアイレムから発売された業務用横スクロールシューティングゲーム。製作はアイレムではなく、ナナオが担当している。

## 概要
キャッチコピーは、「その名はレオ。」「アノ地球（ホシ）ヲ、コワスタメ。」（アーケード版のポスターより）。
本作『R-TYPE LEO』は、R-TYPEシリーズの中でも異色を放つ外伝作の一つであり、あくまでR-TYPE本編の世界とは別の平行世界が舞台となっている。そのためLEOの世界ではバイドが存在せず（本作の殲滅対象は「機械生物」および「機械生命体」とされている）、同時にそれを触媒として製造されたフォース、およびバイド体に有効なダメージを与える波動砲の開発なども存在しないという独自の設定が成されている。
R-TYPEシリーズ最大の特徴である波動砲とフォースを排除し、本作ではサイビット(Psy・Bit)と呼ばれる万能強化型ビットを主武装として戦闘を行うことや、シリーズで唯一2人同時プレイが可能となっていることが、他のR-TYPEシリーズと比較した上での大きな差異である。また、音楽に関してもやや明るい物が中心に扱われ、難易度も他のR-TYPEシリーズと比較するとライトな印象を受ける。
本作は、アイレムの親会社（当時）のナナオが開発、販売をアイレムが請負うという複雑な経緯を辿ったため、企画・開発段階では『R-TYPE』とは全く関係のない別のゲームとして扱われていた。しかし、当時のアイレム事業部担当者によって本作だけでは、どうしてもセールス面においての決定的な後押しが足りないということを懸念され、急遽R-TYPEの冠を与えられたという逸話がある。

## ストーリー
本来の時間（R-TYPEシリーズ）とは異なる並行世界の地球圏。人類はもう1つの地球として人工惑星「エデン」を開発したが、完成後に原因不明の暴走を引き起こしエデンの防衛戦力が人類に攻撃を仕掛けてきた。
人類はエデンを破壊するために2機の「LEO」を投入するのだった。後に「エデン・パラドックス」と呼ばれる戦いである。

## システム
操作は、レバーとショットボタン1つで行う。アイテムキャリアを壊して中のアイテムを取得することでパワーアップしながらゲームを進めていく。アイテムキャリアの設置箇所と出現するアイテムの種類は固定されている。
本作は、サイビットがシステムの中心ともいえる。サイビットは、未装備状態でレーザークリスタルを取得すると自機の上下に一つずつ同時に装備され、敵の体当たりや通常弾を防御する。ショットボタンを押せば自機同様の弾を撃つ（連射性は自機に劣る）。また、前後にのみレバー入力と反対向きに攻撃方向を変えることができる。
サイビットを装備中は、ショットボタンを押し続けることでサイビットを敵に向かって突撃させるサーチ攻撃（サイビットサイファ）を行える。サーチ攻撃中は画面下のゲージが消費され、ゲージを使い切った時点でサイビットはその位置で浮遊したままになるが、ショットボタンを離すことで即座に自機の上下に戻り、再びサーチ攻撃を始めるまでゲージが再充填されていく。サーチ攻撃中の自機は、移動することはできるがメインショットが撃てず、ほぼ無防備の状態になる。
サイビットを装備している状態で更にレーザークリスタルを取得すると、自機、サイビットからそれぞれレーザーを撃つことができるようになる。レーザークリスタルにはR-TYPEシリーズと同様に3種類の色があり、取得せずに放置していると、赤→青→緑→赤→…の順に色を変えていく。レーザーは、レーザークリスタルを取得するごとに最大3段階までパワーアップする。
赤（レッドオプティック）
自機のY座標に合わせて誘導できる赤い直線レーザーを撃つ。サイビットからは上下のもの同士で交差しながら飛んでいく短い螺旋状レーザーが放たれる。自機からのレーザーはショットボタンを連打している間、切れ目無く発射され続ける。
青（ブルーサンダー）
敵や障害物に当たることで反射する、青い矢状の短いレーザーを放つ。最大までパワーアップした場合は、正面のレーザーが障害物に当たったとき分裂するように反射する。サイビットからは同様のレーザーが斜め方向に放たれる。
緑（グリーンアロー）
X軸座標が敵と合わさると直角に曲がるレーザーを水平方向に放つ。パワーアップすることで一度に発射される本数が増える。自機中央から発射される物は直進のみで曲がらない。サイビットからは同じレーザーが1本ずつ放たれる。
ミサイル
「M」と書かれたアイテム。自機の上下斜め方向にミサイルを発射する。Y座標が正面の敵と合わさると高速で直進する。
スピード
「S」と書かれたアイテム。取るたびに自機の移動スピードが上昇する。

## ステージ紹介
ボスの名は1993年2月号『マイコンBASICマガジン』のアーケードゲームギャラリーより。
| Stage | 内容               | 解説 | ボス                 |
| ----- | ------------------ | --- | -------------------- |
| 1     | PARADISE PLANET    | もうひとつの地球を背景にした宇宙空間。前半は蛇型モンスター出現地帯・中盤はレーザーネット地帯・後半は隕石ラッシュ。   | サディスティン       |
| 2     | RED-HOT DESERT     | 砂漠地帯。壁で区切られた狭い地形での敵の大群と、開けた地形での支柱部分が破壊不能な砲台群からの一斉射撃が交互に迫る。 | ダガード             |
| 3     | TROPICAL FOREST    | 湿原地帯。幹を壊した後の液垂れ、破壊可能な誘導弾、ショートレーザーを撃つ敵の群れなどが現れる。                       | フォレス             |
| 4     | FLOATING CONTINENT | 浮遊大陸。後ろから迫る浮遊大陸に回りこむ。分裂弾を撃つ敵が多数現れる。                                               | ゼラ、ツイン・コイル |
| 5     | INSIDE OF RUINS    | 遺跡地帯。檻型の障害物などで移動の自由が制限される中、敵の激しい攻撃に晒される。                                     | サイバー・ブレイン   |
| 6     | CORE OF THE PLANET | 最終面。イクラのような謎の生命体に侵食されている。コアを護る巨大な機動兵器が立ち塞がる。                             | メシア               |

## 移植版
- クラウドゲームサービス『G-cluster』 - 海外版が配信されていたが、2018年5月31日をもって配信終了した。
- レトロビットジェネレーション4 - 2018年にJNNEX社が発売した復刻ゲーム機に収録。動作速度が安定せず、サウンドが途切れるなど再現度に大きな問題がある。
- IREM ARCADE HITS - DotEmu社が開発・発売した海外版PCゲームソフト。『R-TYPE LEO』の海外版が収録されている。

パッケージ版どダウンロード版が存在している。現在はダウンロード版がmac app storeでのみ、数百円で購入可能。Windows版はかつてsteamなどで販売されていたが現在は購入不可。